# Gåstjärnarna (Rätans socken, Jämtland, 691885-143950)
Gåstjärnarna är en sjö i Bergs kommun i Jämtland och ingår i Ljusnans huvudavrinningsområde.